# Västerhaninge kyrka
Västerhaninge kyrka är en kyrkobyggnad i Västerhaninge. Den var tidigare församlingskyrka i Västerhaninge församling, men efter församlingssammanslagningen 2002 hör den till Västerhaninge-Muskö församling i Stockholms stift.

## Kyrkobyggnaden
Kyrkobyggnaden består av långhus med ett kor i samma höjd och bredd. Vid västra sidan finns ett kraftigt kyrktorn med så kallade höfter, som gör att tornets nederdel är jämnbred med övriga kyrkan. I norr finns en vidbyggd sakristia. Murarna är av gråsten och putsade i beigegult. Kyrkan har ett sadeltak som är plåttäckt.

## Historik

### Medeltida kyrkan
Kyrkans äldsta delar uppfördes under 1200-talet och består av kyrktorn och nuvarande långhus. Denna ursprungliga kyrkobyggnad hade ett kor som var smalare än långhuset. Under medeltidens senare del revs det gamla koret och nuvarande kor uppfördes i samma bredd som långhuset. En sittnisch murades i ena korväggen. Tornet var under äldre tider nästan dubbelt så högt som nu.
Under 1400-talet tillbyggdes sakristian, som försågs med tegelvalv. Under samma sekel tillkom ett vapenhus i söder som sedermera brann ner och revs. I början av 1500-talet slogs stjärnvalven av tegel i korets och långhusets två travéer. Tornrummet fick ha ett platt trätak.

### Kyrkbränder
Kyrkan har brunnit minst två gånger, 1641 och 1831. Vid den senare tidpunkten slog blixten ned i den höga tornspiran och orsakade en förödande eldsvåda. Efter de närmast följande årens iståndsättning framstår kyrkan som ett exempel på tidstypisk Karl Johansstil. Tornet erhöll en lanternin, ritad av A.C. Djurson. Vapenhuset revs och den medeltida, anspråkslösa sydingången ombyggdes till en hög, ståtlig portal med överliggare. De båda tegelvalven från 1500-talet återuppbyggdes. Även interiören förändrades eftersom nästan all inredning måste nyanskaffas efter branden. Från denna tid härrör bland annat orgelläktaren i väster.

### Nutida restaureringar

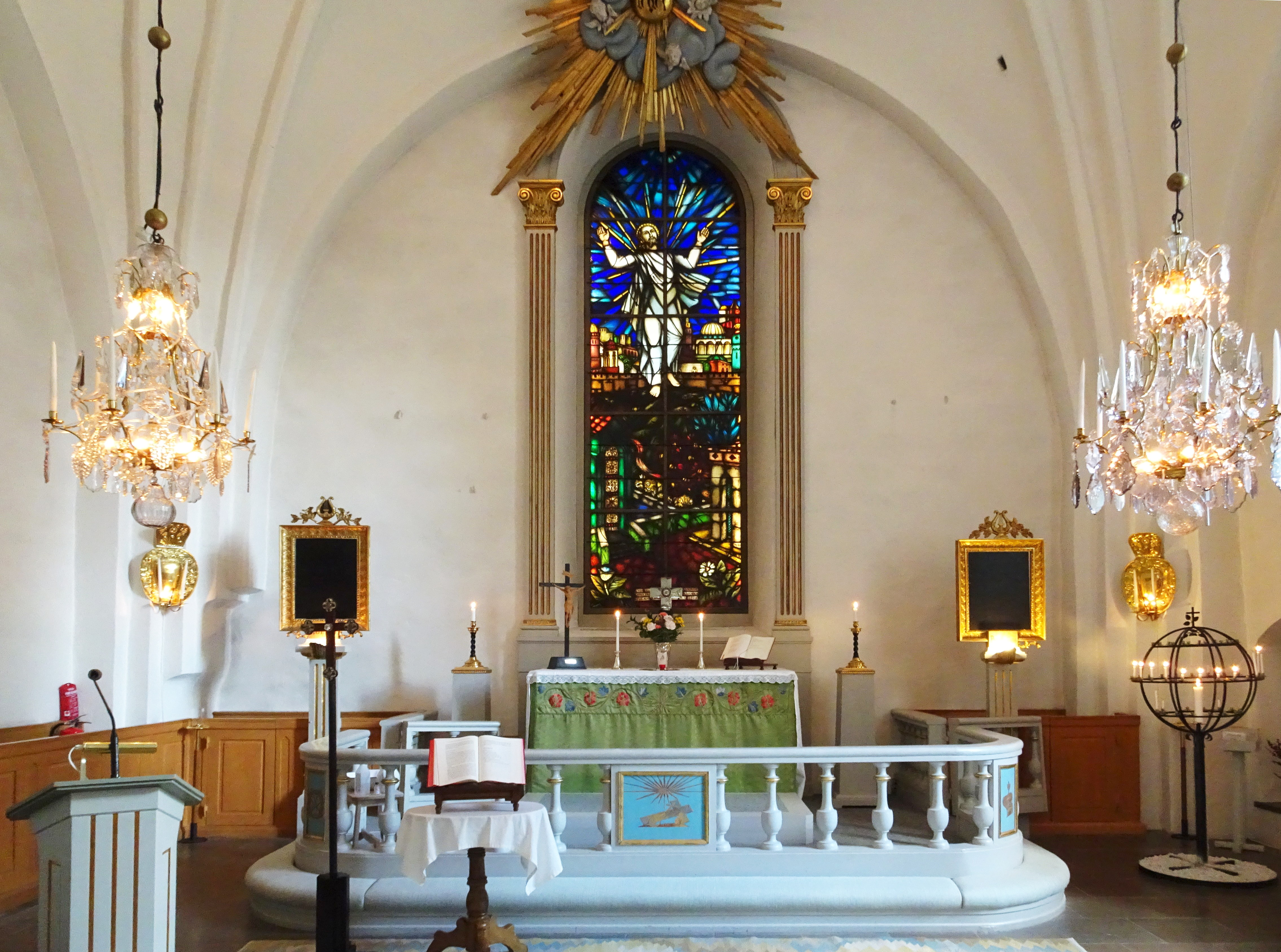
Altaret och östfönstret.

Glasmålningen i korets östfönster, som tjänar som altartavla, insattes dock 1928. Den är komponerad av Agda Österberg. Nuvarande bänkar insattes vid restaureringen 1966 och då inreddes även brudrum och kapprum i tornets bottenvåning.
Vid en renovering 2002 till 2005 uppfördes en tillbyggnad i tegel vid sakristians västra sida. I denna tillbyggnad lät man inrymma väntrum och toalett. Väntrummet i tornets bottenvåning avlägsnades och ett kyrktorg skapades då bänkrader norr om mittgången längst bak i kyrkan togs bort.

### Inventarier
- Predikstolen tillverkades 1847 av snickaren O L Dahlman i Västerås. Dahlman tillverkade samtidigt en altarprydnad bestående av ett förgyllt kors med törnekrona och purpurmantel. Altarprydnaden hänger numera på norra långhusväggen.
- Över ingången till sakristian hänger en oljemålning som målades på 1500-talet av en konstnär i Paolo Veroneses skola. Dess motiv är "Konungarnas tillbedjan".
- I sakristian förvaras en medeltida trärelief som inköptes i Spanien vid 1960-talets restaurering.
- Ett dopbord av kalksten är från 1966. Den äldre dopskålen av silver tillverkades av John Nützel (1676–1715).

### Interiörbilder

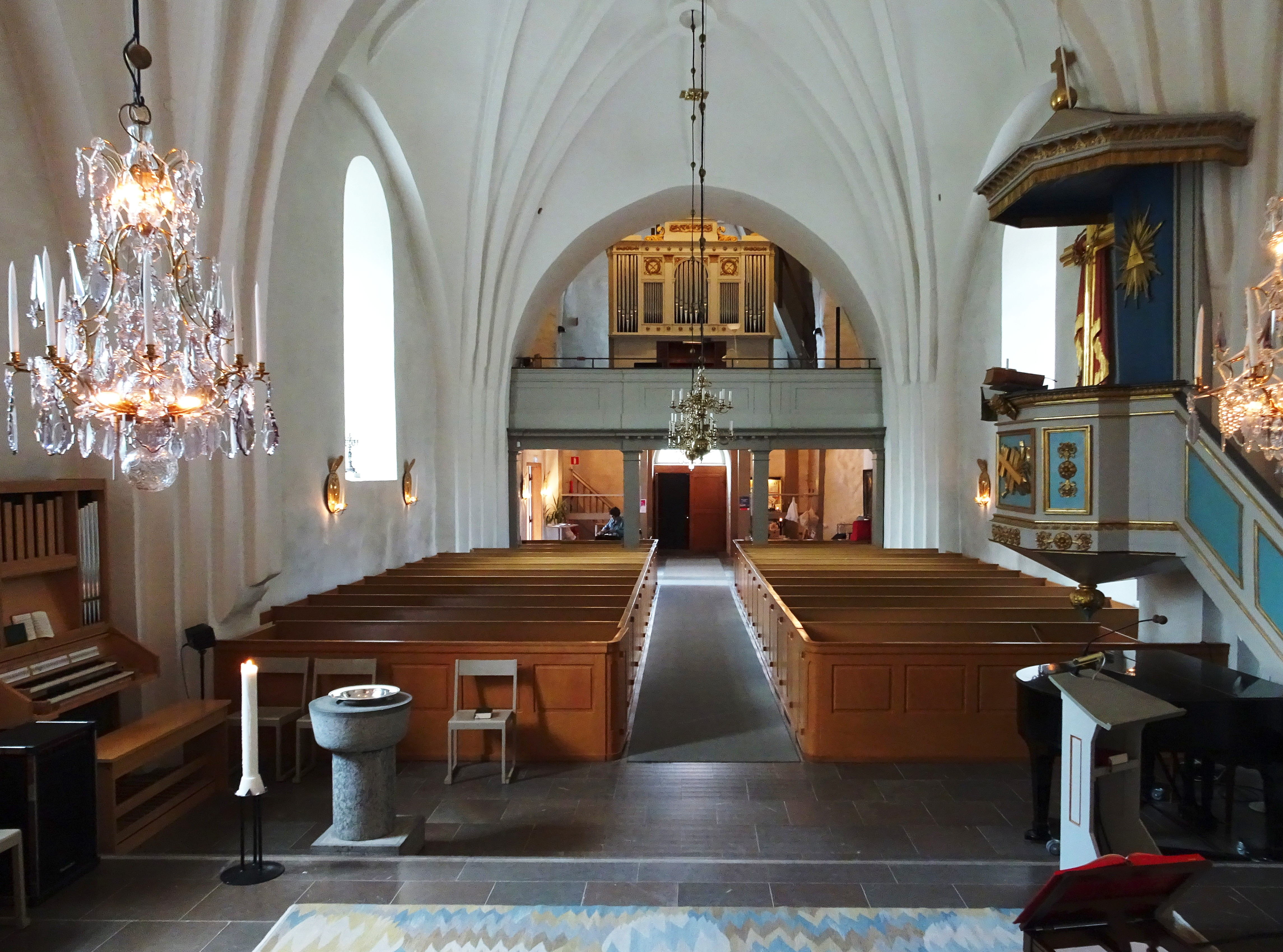
Kyrkorummet mot orgeln.
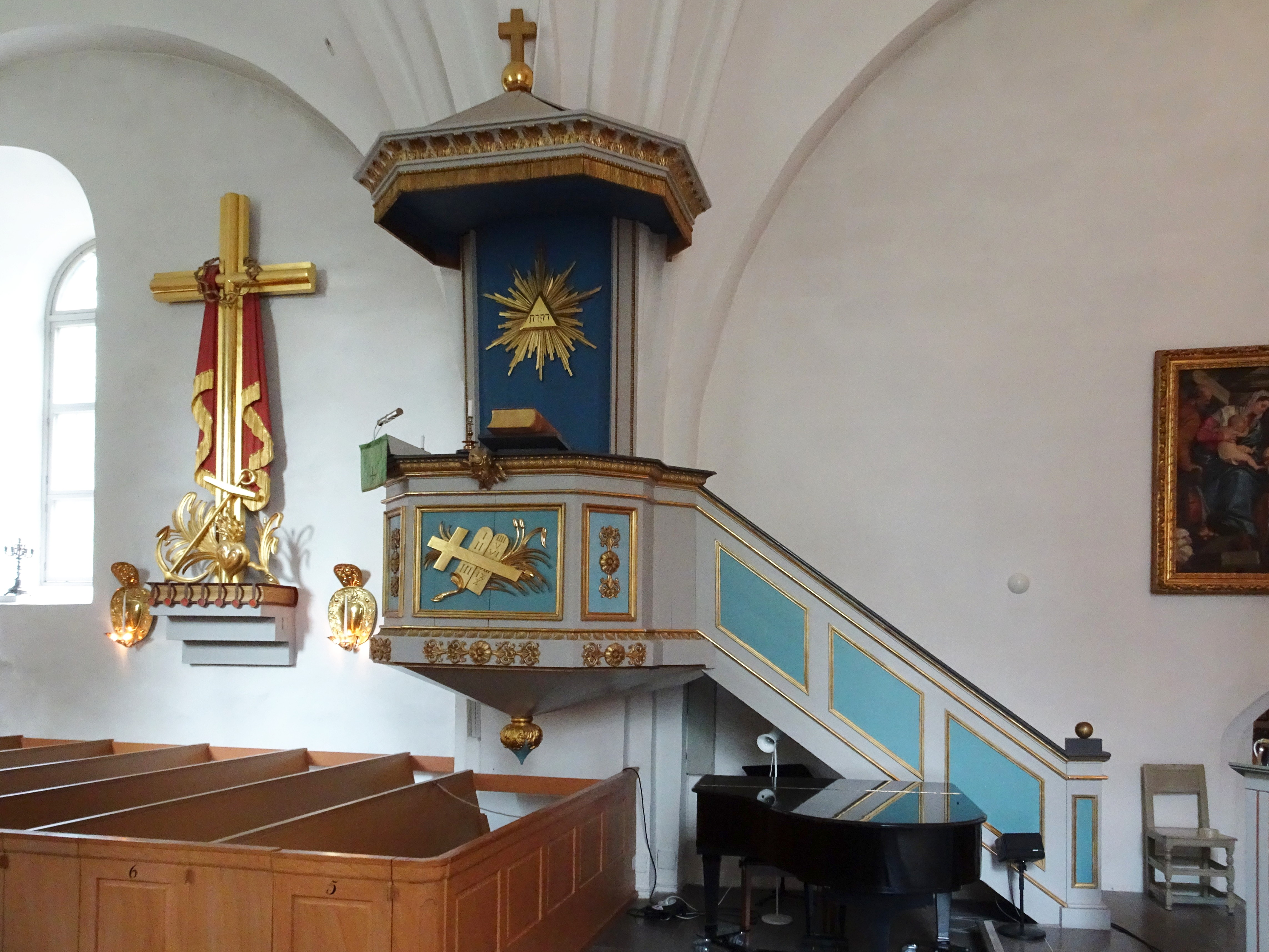
Predikstolen.
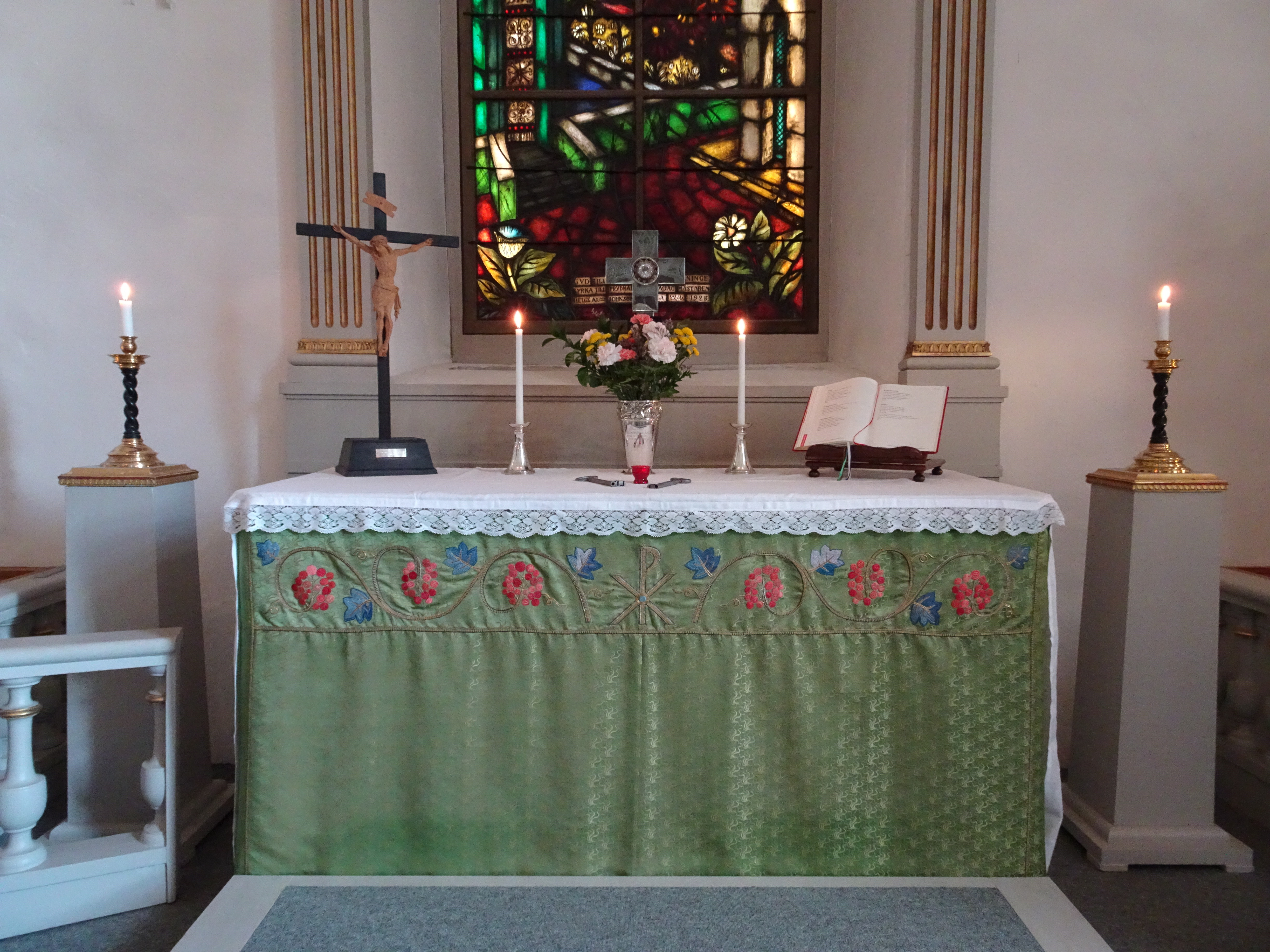
Altaret.
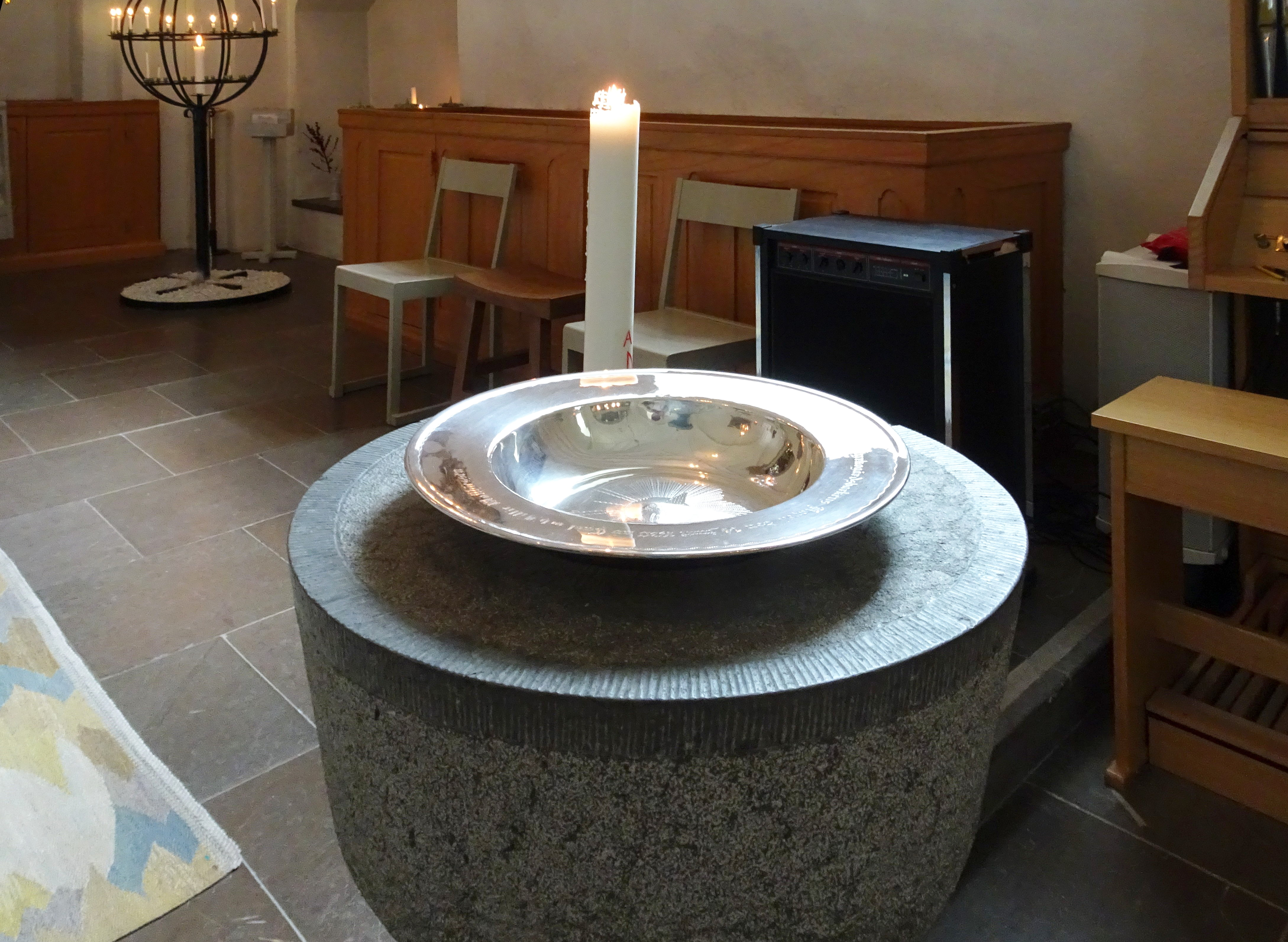
Dopfunten och dopskålen.

### Orgel
- 1750 köptes en orgel från Katarina kyrka, Stockholm. Orgeln har 4 stämmor. Den skänktes till kyrkan av assessor Johan Fredrik Flach.[1] 1829 såldes en orgel till Trosa stads kyrka.
- 1846 byggde Gustaf Andersson, Stockholm en orgel med 7 stämmor. Den fick sig en välbehövlig restaurarering september 1891 av kände orgelbyggaren Anders Victor Lundahl, som precis flyttat sin firma från Malmö till Stockholm.[2]
- 1921 byggde E A Setterquist & Son, Örebro en orgel med 16 stämmor, två manualer och pedal. Orgeln byggdes om 1956 av Lindegrens Orgelbyggeri AB, Göteborg och fick då 22 stämmor, två manualer och pedal.
- Den nuvarande orgeln byggdes 1971 av Olof Hammarberg, Göteborg och är en mekanisk orgel. Den har ett tonomfång på 56/30. Fasaden är från 1846 års orgel.

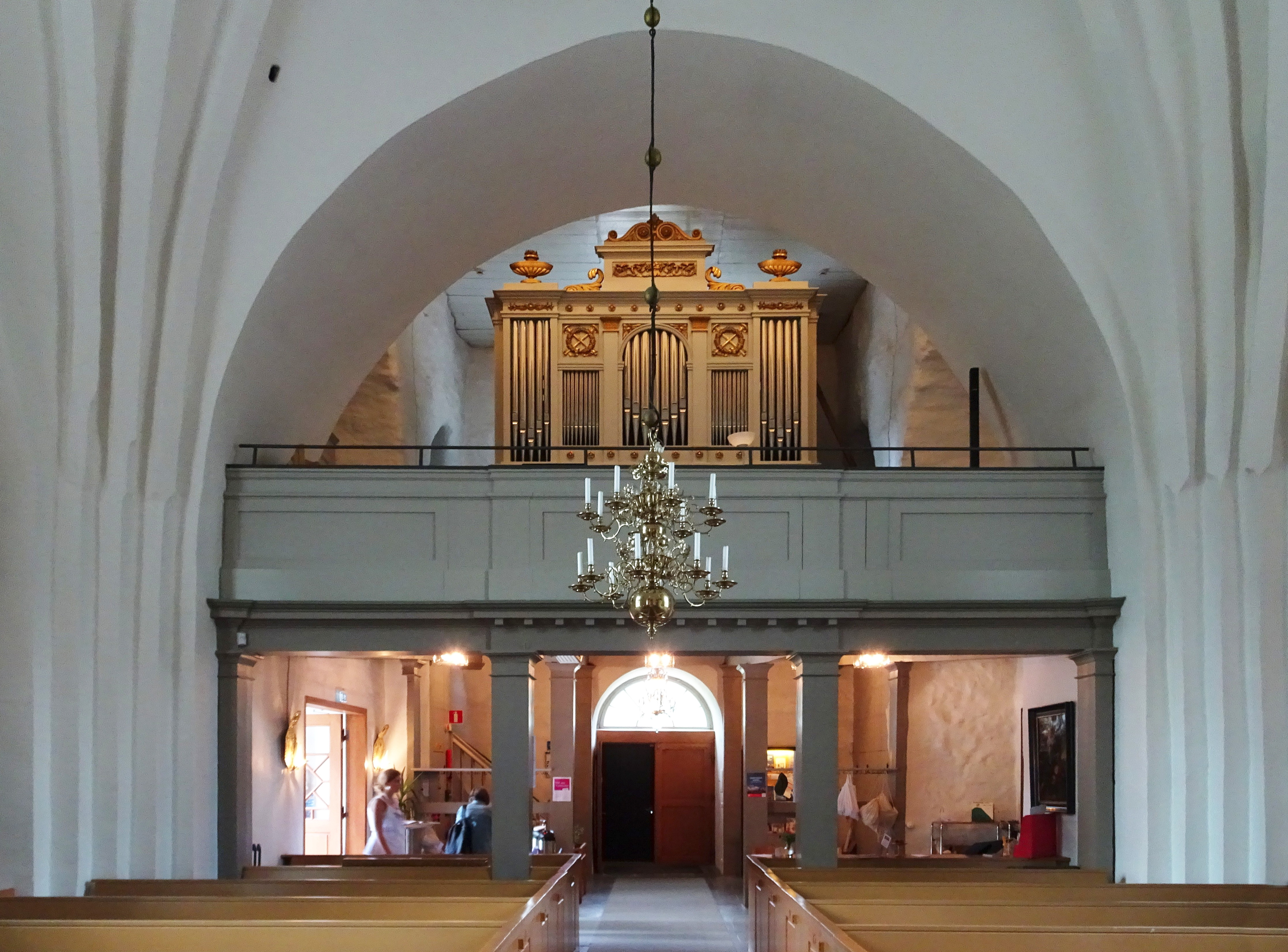
Orgeln.

| Huvudverk I   | Svällverk II      | Pedal           | Koppel |
| Principal 8'  | Gedakt 8´         | Subbas 16´      | I/P    |
| Rörflöjt 8'   | Fugara 8'         | Oktavbas 8´     | II/P   |
| Oktava 4'     | Oktava 4'         | Gedaktbas 8´    | II/I   |
| Spetsflöjt 4' | Koppelflöjt 4'    | Pommer 4'       |        |
| Quinta 2 2/3' | Nasard 2 2/3'     | Nachthorn 2'    |        |
| Oktava 2'     | Piccolo 2'        | Rauschquint III |        |
| Mixtur V      | Ters 1 3/5'       | Basun 16'       |        |
| Trumpet 8'    | Scharf III        |                 |        |
|               | Oboe 8'           |                 |        |
|               | Tremulant         |                 |        |
|               | Crescendosvällare |                 |        |

#### Kororgel
- På 1960-talet byggdes en kororgel av Klaus Becker Orgelbau, Kupfermühle, Tyskland. Den flyttades 1971 till Tungelsta kyrka, Västerhaninge.
- Den nuvarande kororgeln byggdes 1971 av Klaus Becker Orgelbau, Kupfermühle, Tyskland och är mekanisk.

| Manual         | Pedal      | Koppel  |
| Rörflöjt 8´    | Fagott 16´ | Man/Ped |
| Principal 4'   |            |         |
| Koppelflöjt 4' |            |         |
| Waldflöjt 2'   |            |         |
| Scharff 3 chor |            |         |
| Regal 8'       |            |         |